# Поозер'я
Поозер'я (біл. Паазер'е) — історико-етнографічний регіон Білорусі. Розташований на півночі країни, займає більшу частину Вітебської області. На південному сході Дніпровсько-Двінському вододілу межує з Подніпров'ям, на півдні і південному заході, по умовній лінії на північ від Борисова і Логойська через Постави — з Центральною Білоруссю і Понеманням.
Як історико-етнографічний регіон відповідає основному масиву Полоцьких земель (полоцькі кривичі).
Місцеві говірки Поозер'я складають групу північно-східного діалекту білоруської мови.